# سو دا هیون
سو دا هیون (کره‌ای: 서다현؛ زادهٔ ۸ ژانویه ۲۰۰۳) خواننده اهل کره جنوبی است. او یکی از اعضای گروه دخترانهٔ کره‌ای تریپل‌اس و زیرگروه‌های آن، لاوِلوشن و آریا است.

## اوایل زندگی
سو دا هیون در بوسان، کره جنوبی متولد شد. او در رشتهٔ موسیقی عملی از مدرسه هنر هانلیم فارغ‌التحصیل شد. در سال ۲۰۱۸، سو به‌عنوان کارآموز به شرکت سورس میوزیک پیوست. در دوران حضورش در سورس میوزیک، به‌عنوان همخوان در ترانهٔ «امید» از گروه جی‌فرند شرکت داشت.

## حرفه

### ۲۰۲۲ تاکنون: آغاز به کار با تریپل‌اس
در ۴ دسامبر ۲۰۲۲، سو دا هیون به‌عنوان دهمین عضو گروه دخترانهٔ کره‌ای تریپل‌اس معرفی شد. او در همین زمان، با انتشار موسیقی متن «I'm In Love You» برای مجموعه تلویزیونی تولد دوباره در خانواده پولدار، فعالیت خود را آغاز کرد.
سو به‌طور رسمی در ۱۳ فوریه ۲۰۲۳ با انتشار آلبوم چندآهنگهٔ Assemble همراه با تریپل‌اس، فعالیت خود را کرد. در ۱۹ آوریل، سو سرود ملی کره جنوبی را در جریان بازی بیسبال بین دو تیم کی‌ووم هیروز و سامسونگ لاینز اجرا کرد. چند روز بعد، در ۲۵ آوریل، از طریق رأی‌گیری هواداران، سو به زیرگروه جدید تریپل‌اس با نام لاوِلوشن پیوست. این زیرگروه در ۱۷ اوت، نخستین آلبوم رسمی خود را منتشر کرد. سو در ۹ ژوئن دومین موسیقی متن خود را با نام «بیشتر از دیروز» برای مجموعه تلویزیونی دکتر رمانتیک ۳ منتشر کرد.
در ۲۲ نوامبر ۲۰۲۳، تریپل‌اس زیرگروه جدیدی با تمرکز بر آواز به نام آریا معرفی کرد که سو در آن به‌عنوان عضو از پیش تعیین‌شده، رهبر و مرکز گروه انتخاب شد. این زیرگروه در ۱۵ ژانویه ۲۰۲۴ با آلبوم تک‌آهنگ ساختار اندوه نخستین فعالیت خود را آغاز کرد.
در ژانویه ۲۰۲۴، سو به‌همراه جی اون هو از گروه لون‌ایت ترانهٔ «ما اوج می‌گیریم» را در مراسم افتتاحیهٔ المپیک زمستانی جوانان گانگ‌وون ۲۰۲۴ اجرا کرد. در ۴ فوریه، او سومین موسیقی متن خود را با عنوان «امید من» برای مجموعه تلویزیونی شکوفه شب منتشر کرد. در ۸ مه، تریپل‌اس با آلبوم استودیویی Assemble24 و با حضور کامل هر ۲۴ عضو، فعالیت رسمی گروهی خود را آغاز کرد.
چهارمین موسیقی متن سو با نام «اولین شب برفی» برای مجموعه تلویزیونی Your Muse, My Goddess در ۲۷ دسامبر منتشر شد.